# آرکما
آرکما (به فرانسوی: Arkema) شرکت صنایع شیمیایی فرانسوی است، که دفتر مرکزی آن در حومه پاریس و در شهر کلومب قرار دارد.
شرکت آرکما در سال ۲۰۰۴ و در پی تجدید ساختار شرکت نفتی توتال از این شرکت جدا شد و به‌عنوان بخش تولید محصولات شیمیایی آن ثبت گردید. شمار کارکنان آرکما بیش از ۱۴ هزار نفر است، که در ۸۵ کارخانه و ۱۰ مرکز تحقیق و توسعه آن که در ۴۰ کشور جهان قرار گرفته‌است، اشتغال دارند.
شرکت آرکما دارای عملیات در اروپا، آمریکای شمالی و آسیا می‌باشد. بخشی از سهام این شرکت در بازار بورس یورونکست پاریس معامله می‌شود.